# یواس‌اس رنو (دی‌دی-۳۰۳)
یواس‌اس رنو (دی‌دی-۳۰۳) (به انگلیسی: USS Reno (DD-303)) یک کشتی بود که طول آن ۹۵٫۸۱ متر (۳۱۴٫۳ فوت) بود. این کشتی در سال ۱۹۱۹ ساخته شد.